# لينه موهوهلو
لينه موهوهلو (13 فبراير 1952 - 2 يونيو 2021) مصرفية في بوتسوانا ومستشارة جامعية. شغلت منصب محافظ بنك بوتسوانا من عام 1999 إلى عام 2016. كانت أيضًا أول امرأة مستشارة لجامعة بوتسوانا، خدمت من 2017 إلى 2021.
كانت موهوهلو عضوًا في لجنة إفريقيا. كانت أيضًا جزءًا من مجموعة لوحة التقدم الأفريقي، وهي مجموعة من عشرة أفراد يدافعون عن التنمية العادلة والمستدامة في إفريقيا.

## الحياة المهنية
موهوهلو شغلت منصب محافظ بنك بوتسوانا من 1999 إلى 2016، بعد 23 عامًا من العمل مع البنك عملت خلالها في مجالات الدعم والسياسة (مثل أمانة مجلس الإدارة، والموارد البشرية، وأقسام البحوث والأسواق المالية). عملت أيضًا في صندوق النقد الدولي كمعين خاص. بصفتها محافظًا لصندوق النقد الدولي في بوتسوانا كانت عضوًا في اللجنة الدولية للشؤون النقدية والمالية، وممثلة المجموعة الأفريقية الأولى للدائرة التي تضم 21 دولة أفريقية جنوب الصحراء.
بالإضافة إلى كونها عضوًا في المجلس الاقتصادي والاستشاري لبوتسوانا الافتتاحي، عملت موهوهلو في مجالس إدارة الشركات الكبرى في بوتسوانا وخارجها. من بين ارتباطاتها الدولية العديدة، تم تعيينها شخصية بارزة في عام 2002 من قبل الأمين العام السابق للأمم المتحدة كوفي عنان لتولي مسؤولية الإشراف على تقييم برنامج الأمم المتحدة الجديد للتنمية في أفريقيا في التسعينيات. عملت أيضًا كعضو في لجنة إفريقيا التي ترأسها رئيس الوزراء البريطاني السابق توني بلير، تم نشر تقرير المفوضية «مصلحتنا المشتركة» في عام 2005. كانت موهوهلو عضوًا في لجنة الخدمات المالية للفقراء التابعة لمؤسسة بيل وميليندا جيتس. جلست في لجنة الاستثمار التابعة للصندوق المشترك للمعاشات التقاعدية لموظفي الأمم المتحدة وشاركت في رئاسة اجتماع المنتدى الاقتصادي العالمي لأفريقيا في كيب تاون في مايو 2011.
كانت موهلو أيضًا عضوًا في فريق لوحة التقدم الأفريقي، وهو مجموعة من عشرة أفراد متميزين يدافعون على أعلى المستويات عن التنمية العادلة والمستدامة في إفريقيا. في كل عام يصدر الفريق تقريرًا بعنوان «تقرير التقدم في إفريقيا»، والذي يحدد قضية ذات أهمية فورية للقارة ويقترح مجموعة من السياسات المرتبطة بها. في عام 2012 سلط تقرير التقدم في إفريقيا الضوء على قضايا الوظائف والعدالة والإنصاف. حدد تقرير 2013 القضايا المتعلقة بالنفط والغاز والتعدين في إفريقيا.
في مايو 2015 عين الأمين العام للأمم المتحدة بان كي مون موهوهلو كعضو في الفريق رفيع المستوى المعني بالتمويل الإنساني، وهي مبادرة تهدف إلى إعداد توصيات للقمة العالمية للعمل الإنساني لعام 2016. في عام 2021 تم تعيينها في مجلس منظمة الصحة العالمية المعني باقتصاديات الصحة للجميع برئاسة ماريانا مازوكاتو.
قامت موهوهلو بتأليف أو نشر العديد من الأوراق وفصول الكتب في الاقتصاد والتمويل والاستثمارات وإدارة الاحتياطيات والحوكمة.